# Końcewo
Końcewo (deutsch Konzewen, 1938 bis 1945 Warnold) ist ein Dorf in der polnischen Woiwodschaft Ermland-Masuren. Es gehört zur Gmina Ruciane-Nida (Stadt- und Landgemeinde Rudczanny/Niedersee-Nieden) im Powiat Piski (Kreis Johannisburg).

## Geographie
Das 1758 gegründete und nach 1785 Kontzewen genannte Dorf liegt eineinhalb Kilometer östlich des Warnoldsees (polnisch Jezioro Warnołty) im Südosten der Woiwodschaft Ermland-Masuren, zwölf Kilometer nordwestlich der Kreisstadt Pisz (deutsch Johannisburg).

## Geschichte
1874 kam der Ort zum Amtsbezirk Snopken (polnisch Snopki), wurde aber schon vor 1908 in den Amtsbezirk Weissuhnen (polnisch Wejsuny) umgegliedert. In beiden Fällen war er Teil des bis 1945 bestehenden Kreises Johannisburg im Regierungsbezirk Gumbinnen (ab 1905: Regierungsbezirk Allenstein) in der preußischen Provinz Ostpreußen.
In den Jahren 1910 und 1928 vergrößerte sich die Gemeinde Konzewen um die Nachbarort Bärenwinkel (polnisch Niedźwiedzi Róg) bzw. Glodowen (polnisch Głodowo), die eingemeindet wurden. Die Einwohnerzahl betrug 1910 insgesamt 324 und belief sich 1933 auf 371. 
Aufgrund der Bestimmungen des Versailler Vertrags stimmte die Bevölkerung im Abstimmungsgebiet Allenstein, zu dem Konzewen gehörte, am 11. Juli 1920 über die weitere staatliche Zugehörigkeit zu Ostpreußen (und damit zu Deutschland) oder den Anschluss an Polen ab. In Konzewen stimmten 220 Einwohner für den Verbleib bei Ostpreußen, auf Polen entfielen keine Stimmen.
Aus politisch-ideologischen Gründen der Abwehr fremdländisch erscheinender Ortsnamen wurde Konzwen am 3. Juni (amtlich beglaubigt am 16. Juli) 1938 in „Warnold“ umbenannt. Die Einwohnerzahl stieg bis 1939 auf 373. Bis 1945 war das Dorf in die evangelische Dorfkirche Groß Weissuhnen in der Kirchenprovinz Ostpreußen der Kirche der Altpreußischen Union sowie in die römisch-katholische Kirche Johannisburg im Bistum Ermland eingepfarrt.
Als 1945 das gesamte südliche Ostpreußen in Kriegsfolge an Polen überstellt wurde, war auch Konzewen (Warnold) davon betroffen. Es erhielt die polnische Namensform „Końcewo“ und ist heute Sitz eines Schulzenamtes (polnisch Sołectwa). Als solches ist das Dorf eine Ortschaft im Verbund der Stadt- und Landgemeinde Ruciane-Nida (Rudczanny/Niedersee-Nieden) im Powiat Piski (Kreis Johannisburg), bis 1998 der Woiwodschaft Suwałki, seither der Woiwodschaft Ermland-Masuren zugehörig. 2011 zählte Końcewo 80 Einwohner.

## Religionen
Kirchlich ist das Dorf evangelischerseits zur Dorfkirche Wejsuny in der Diözese Masuren der Evangelisch-Augsburgischen Kirche in Polen und katholischerseits zur Pfarrkirche in Pisz im Bistum Ełk der römisch-katholischen Kirche in Polen hin orientiert.

## Verkehr
Die nächste Bahnstation ist Ruciane-Nida und liegt an der Bahnstrecke Olsztyn–Ełk. Durch das Dorf führt eine Nebenstraße, die Wejsuny ((Groß) Weissuhnen) mit Głodowo (Glodowen 1935 bis 1945 Spirdingshöhe), Niedźwiedzi Róg (Bärenwinkel) und Lipnik (Lipnik, 1938 bis 1945 Falkenhöhe) verbindet.